# Мишел Жори
Мишел Жори (на френски: Michel Jeury) е плодовит френски писател на произведения в жанра научна фантастика и исторически роман. Пише е под псевдонима Албърт Хигън (Albert Higon).

## Биография и творчество
Мишел Жори е роден на 23 януари 1934 г. в Разак д'Еме, Дордон, Франция, в селско семейство. Заедно с участието в селскостопанската работа на семейството следва литература и получава бакалавърска степен през 1952 г.
Започва да пише научна фантастика под псевдонима Алберт Хигън. Първите му две книги публикувани през 1960 г. са космически опери – „Aux étoiles du destin“ (Звезди на съдбата) и „La machine du pouvoir“ (Машината на силата), като вторият печели наградата „Жул Верн“. Въпреки наградата книгите нямат успех.
В следващите години работи на различни места – учител, медицински придставител. През 1967 г. напуска работата си и се премества с родителите си във Фалгейрат, Дордон. Там възобновява писателската си работа и завършва през 1972 г. ръкописа на романа „Le temps incertain“ (Несигурно време), който е публикуван през 1973 г. в поредицата „Ailleurs et demain“. Същата година е издаден и романа му „Chronolysis“ (Хронолиза) от поредицата „Хроволитично“ – разказ за пътуването във времето и неговата манипулация чрез употребата на „хронолитични“ наркотици. Книгата дава старт на кариерата му на писател на научна фантастика продължила близо двадесет години.
Жени се за съпругата си Никол през 1975 г. Имат дъщеря – Дани.
През 70-те и 80-те години продължава публикува редица оригинални романи. „Le territoire humain“ (Човешката територия) от 1979 г. представя оазис на човечеството, съществуващ в границите на дехуманизиран мегаград. Романът „Les yeux géants“ (Гигантските очи) от 1980 г. теоретизира, че съвременните НЛО са само проекции на колективното несъзнавано човечество. Романът „L'Orbe L'orbe et la roue“ (Кълбото и колелото) от 1982 г. представя двадесет хилядолетен бунтовник, върнат към живот в далечно бъдеще, когато цялата Слънчева система се е превърнала в гигантска сфера на Дайсън, контролирана от съперничещите сили на Кълбото (неговите Господари) и Колелото (неговите космически инженери).
В началото на 80-те години той публикува „Le Crêt de Fonbelle“, спомен за родителите му, който предопределя еволюцията му към общата литература. През 1987 г., след смъртта на родителите, се установява в Андиз, а след това на височините на село Севен десетина години по-късно.
Преместването му е повратна точка в кариерата му на писател. Той изоставя донякъде научната фантастика и се насочва към т.нар. териториален роман. Пише популярни романи за живота в родния му югозападен район на Франция от началото на века
През 1987 г. печели наградата на ESFS „Литературни постижения през целия живот“.
Мишел Жори умира на 9 януари 2015 г. във Везон ла Ромен, Франция.

## Произведения

### Самостоятелни романи
- Le temps incertain (1973) – награда „Имажине“
- Le sablier vert (1977)
- Le monde du lignus (1978)
- Poney-dragon (1978)
- Le territoire humain (1979)
- L'univers-ombre (1979)
- Les enfants de Mord (1979)
- Les îles de la Lune (1979)
- Les yeux géants (1980)
- Le seigneur de l'histoire (1980)
- La sainte Espagne programmée (1981)
- Les hommes-processeurs (1981)
- L'orbe et la roue (1982) – награда „Аполо“
- Les tours divines (1982)
- L'île bleue (1983) – с Жан-Клод Гуидичели
- Quand le temps soufflera (1983)
- L'anaphase du diable (1984)
- Le jeu du monde (1985)
- La croix et la lionne (1986)
- L'univers-ombre (1987)
- Aux yeux la lune (1988)
- Le Vrai Goût de la vie, (1988) – награда „Terre de France“
- Une odeur d'herbe folle, (1988)
- Le Soir du vent fou, (1991)
- La Grâce et le venin (1992)
- Au cabaret des Oiseaux (1993)
- La Source au trésor, (1994)
- L'Année du certif, (1995) – награда „Щарл Ексбрай и Кабри“ на Севенската академия
- Le Printemps viendra du ciel, (1995)
- Les Grandes Filles, (1996)
- Le chat venu du futur (1998) – с Дани Жори
- La Vallée de la Soie, (1998)
- Contes et légendes du Périgord, (1998) – с Дани Жори и Ален Дюфурк
- La Soie et la montagne, (1999)
- La Charette au clair de lune, (2000)
- Petite histoire de l'enseignement de la morale à l'école (2000) – с Жан-Даниел Балтасат
- La Classe du brevet (2001)
- Nounou (2002)
- Angeline (2004)
- La petite école dans la montagne (2005)
- Les Secrets de l'école autrefois (2005)
- Le jeune amour (2006)
- Les gens heureux ont une histoire (2007)
- May le monde (2010) – награда „Имажине“

### Серия „Хронолитично“ (Chronolytique)
1. Chronolysis (1973)
2. Les singes du temps (1974)
3. Soleil chaud poisson des profondeurs (1976)

### Серия „Приятелите на мълчанието“ (Écumeurs du silence)
1. Les écumeurs du silence (1980)
2. Le sombre éclat (1980)
3. Les écumeurs du silence (2002)

### Серия „Блокерите“ (Les Colmateurs)
1. Cette Terre (1981)
2. Le vol du serpent (1982)
3. Les démons de Jérusalem (1985)
4. Les colmateurs (1978)

### Серия „Пешеходец на Земята“ (Goer de la Terre)
1. La planète du jugement (1982)
2. Goer-le-renard (1982)
3. Vers l'âge d'or (1983)
4. La marée d'or (1985)

### Серия „Последният рай“ (Le dernier paradis)
1. Le dernier paradis (1985)
2. Les survivants du paradis (1985)

### Разкази
- Библиотека „Галактика“, Жълтият прах на времето, изд.: „Георги Бакалов“, Варна (1990), прев. Георги Ангелов, Съдържа: Празникът на промяната (La Fête du changement, 1975), Да живееш времето (Vivre le temps, 1975), Жълтият прах на времето (La Poudre jaune du temps, 1975), Но коя територия? (Mais quel territoire?, 1975), Отрицателите (Les Négateurs, 1975), Памет за Еден (La Mémoire de l'Eden, 1975), Планетата на кравите (La Planète des vaches, 1975), Ураган над държавния секретар (Ouragan sur le secrétaire d'Etat, 1974)

### Сборници
- Le Snant n'est pas la mort et autres recits (1981)
- Escales en Utopie (2010)

### Документалистика
- Le Crêt de Fonbelle (1981) – спомени
- Carnets chronolytiques (2015) – автобиография

### Като Албърт Хигън
- Aux étoiles du destin (1960)
- La machine du pouvoir (1960) – награда „Жул Верн“
- Les animaux de justice (1976)
- L'empire du peuple (1977) – с Пиер Марлсо
- Le jour des Voies (1977)
- Les mondes furieux (1988)
- La chimère infernale (1992)
- Le vaisseau-démon (1992)

### Екранизации
- 1983 L'île bleue – тв филм
- 1996 L'histoire du samedi – тв сериал, 1 епизод
- 2002 L'année des grandes filles – тв филм
- 2004 La classe du brevet – тв филм